# Jenny May
Maija Stuģe, mer känd som Jenny May, född 2 februari 1984 i Dobele, är en lettisk sångerska som blev känd år 2004. 

## Karriär
År 2006 deltog hon i Lettlands nationella uttagning till Eurovision Song Contest 2006 med låten "I'm Alone". Efter att först ha gått vidare från en semifinal hamnade hon på tredje plats i finalen den 11 mars 2006. Bland hennes största hitlåtar finns "Es gribu vēl mīlēt" från 2011 vars tillhörande musikvideo hade fler än 750 000 visningar på Youtube i mars 2013. Mellan åren 2005 och 2009 släppte hon tre album.

## Diskografi

### Album
- 2005 - Purple Skies and Yellow Flowers
- 2006 - I Feel Alive
- 2009 - Nāk Nakts